# Harald Beyer (Literaturhistoriker)
Harald Beyer (* 15. November 1891 in Bergen; † 26. Juli 1960 ebenda) war ein norwegischer Literaturhistoriker, Professor in Bergen und Herausgeber der Norsk litteraturhistorie, eines sechsbändigen Standardwerks zur norwegischen Literaturgeschichte.

## Leben
Beyer war der Sohn des Buchhändlers Freydar Dekke Høegh von Krogh Beyer (1864–1933) und dessen deutscher Frau Flora Charlotte Müller (1862–1912). Er besuchte die Kathedralschule Bergen, studierte Sprachgeschichte in Kristiania und erwarb 1924 einen Doktortitel mit einer Arbeit über Søren Kierkegaard. Er arbeitete als Gymnasiallehrer, zunächst 1917–1922 in Haugesund und danach in Bergen. Parallel schrieb er Literaturkritiken für die Zeitung Bergens Tidende und sprach Literatursendungen für den norwegischen Rundfunk. 1930/31 war er für ein Jahr in Hamburg als Hochschullehrer tätig.
1951 wurde Beyer als Professor für europäische Literatur an die wenige Jahre vorher gegründete Universität Bergen berufen. Außerdem war er Mitglied der Norwegischen Akademie der Wissenschaften (ab 1946), Vorsitzender des Theaters Den Nationale Scene und Mitglied im damaligen Norsk språknemnd.
Beyer war seit 1919 mit Eidis Johannessen verheiratet. Sein Sohn Edvard war ebenfalls ein bedeutender Literaturhistoriker.